# Броккум
Броккум (нем. Brockum) — община в Германии, в земле Нижняя Саксония.
Входит в состав района Дипхольц. Подчиняется управлению Альтес Амт Лемфёрде. Население составляет 1072 человека (на 31 декабря 2010 года). Занимает площадь 30,59 км².
| Год  | Население |
| ---- | --------- |
| 1990 | 989       |
| 1995 | 1051      |
| 2000 | 1084      |
| 2005 | 1083      |
| 2010 | 1057      |